# معدل وفيات الفترة المحيطة بالولادة

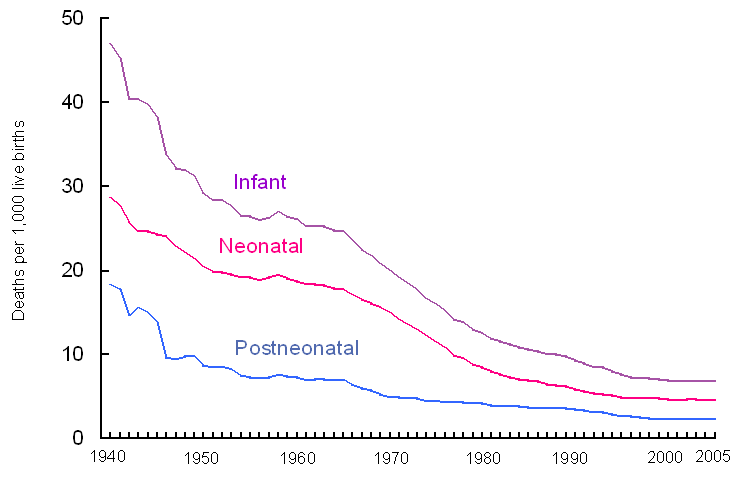
معدل وفيات الفترة المحيطة بالولادة

يشير معدل وفيات الفترة المحيطة بالولادة (PNM)، يسمى أيضاً الوفاة في الفترة المحيطة بالولادة، إلى وفاة الجنين الحي أو الوليد وهو يعد الأساس لحساب معدل وفيات الفترة المحيطة بالولادة. وتوجد الاختلافات في التعريف الدقيق لمعدل الوفيات في الفترة المحيطة بالولادة بشكل خاص فيما يتعلق بمسألة الإدراج أو الاستبعاد من حالات وفيات الجنين في وقت مبكر وحديثي الولادة بعد ذلك. وتعرف منظمة الصحة العالمية معدل وفيات الفترة المحيطة بالولادة باسم "عدد حالات الإملاص والوفيات في الأسبوع الأول من الحياة لكل 10000 ولادة حية"، ولكن تم استخدام تعريفات أخرى.

## الأسباب
إن الولادة المبكرة هي السبب الأكثر شيوعاً للوفيات في الفترة المحيطة بالولادة، فهي التي تتسبب في وفاة ما يقرب من 30 في المائة من وفيات الأطفال حديثي الولادة. كما أن متلازمة الضائقة التنفسية في الرضع تعد بدورها السبب الرئيسي للوفاة للخدج، مما يؤثر بدوره على حوالي 1% من الرضع حديثي الولادة. وتتسبب العيوب الخلقية في حوالي 21 في المائة من وفيات الأطفال حديثي الولادة.

## وفيات الأجنة
تشير وفيات الأجنة إلى وفاة الجنين بعد مرور 20 أسبوعا من الحمل أو عندما يصبح وزنه 500 جرام وأيضا لا يتضمن وفاة الأجنة في وقت مبكر فقط بل أيضا التعسر في الولادة فيسبب وفاة الجنين وتنقسم الأجنة إلى وفاة ما قبل الولادة "الوضع"والفواة أثناء الولادة .

## وفيات حديثي الولادة
يشير معدل وفيات حديثي الولادة في وقت مبكر إلى وفاة طفل وليد في الأيام السبعة الأولى من العمر، بينما يشمل معدل وفيات حديثي الولادة في وقت متأخر الفترة بعد 7 أيام حتى قبل 28 يومًا. ويمثل مجموع هذين المعدلين معدل وفيات الأطفال حديثي الولادة. ولا تشمل بعض معدلات وفيات الفترة المحيطة بالولادة إلا وفيات حديثي الولادة في وقت مبكر. ويتأثر معدل وفيات الأطفال حديثي الولادة بنوعية الرعاية في المستشفى لحديثي الولادة. وتنعكس وفيات حديثي الولادة ووفيات ما بعد هذه المرحلة (التي تغطي الـ 11 شهرًا المتبقية من السنة الأولى من العمر) في معدل وفيات الرضع.

## معدل وفيات الفترة المحيطة بالولادة
يشير معدل وفيات الفترة المحيطة بالولادة إلى عدد الوفيات في الفترة المحيطة بالولادة لكل 1000 من مجموع عمليات الولادة، وعادة ما يتم الإبلاغ عنه على أساس سنوي. كما أنه علامة رئيسية لتقييم جودة تقديم الرعاية الصحية. وقد تتعرقل المقارنات بين المعدلات المختلفة من خلال التعريفات المختلفة والتحيز في التسجيل والاختلافات في المخاطر الكامنة للتجمعات.
تختلف معدلات وفيات الفترة المحيطة بالولادة بشكل كبير ويمكن أن تكون أقل من 10 بالنسبة لبعض البلدان المتقدمة وأقل من 10 مرات في الارتفاع في البلدان النامية . ولم تنشر منظمة الصحة العالمية أي بيانات حديثة حول هذا الموضوع.

## وصلات خارجية
- WHO 2005 report